# تاريخ اليهود في العراق

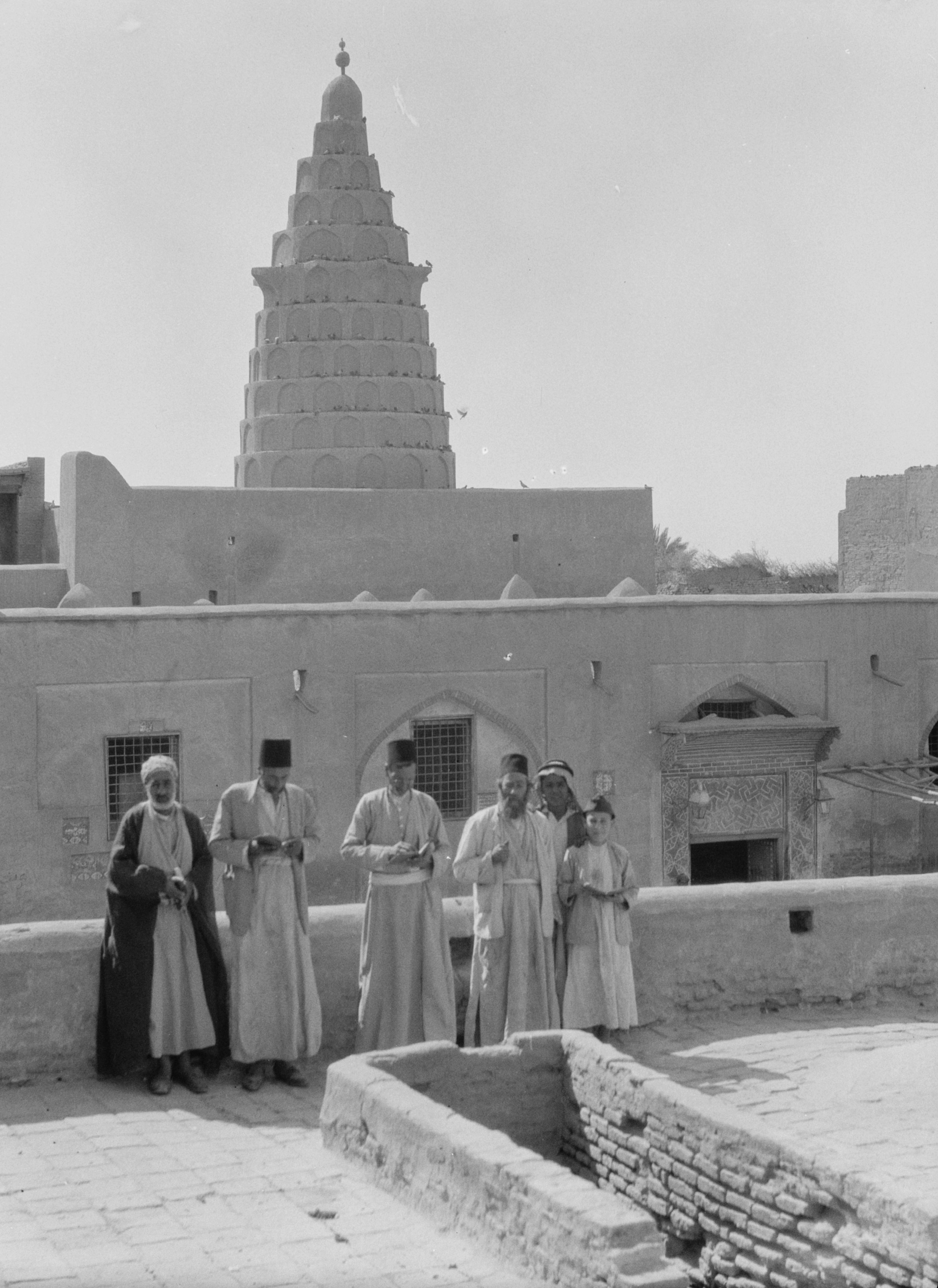
ضريح النبي ذي الكفل في العراق عام 1932 م

يهود العراق هم أبناء الجالية اليهودية الذين عاشوا في وادي الرافدين منذ الأسر البابلي، وهاجر أغلبهم من العراق سنة 1948، وصودرت أملاكهم وأموالهم فيما بعد وأسقطت عنهم الجنسية العراقية.
 بينما يرى البعض الآخر أن إعلان قيام دولة إسرائيل والمخططات الصهيونية الرامية إلى تعمير الكيان الجديد بأكبر قدر ممكن من السكان، كان له الدور الحاسم في مخطط تهجيرهم، كما وقع مع العديد من يهود دول العالم العربي والإسلامي. ومنها قيام جواسيس يهود بتفجير دور العبادة اليهودية والرموز الحيوية لليهودية في العراق قصد اجبارهم على الرحيل نحو إسرائيل.
كان اليهود يشكلون 2.6% من مجموع سكان العراق في عام 1947 وانخفضت نسبتهم إلى حوالي 0.1% من سكان العراق عام 1951م.

## التاريخ المبكر

### التاريخ التوراتي المبكر
نشأ إبراهيم، رسول العبرانيين، في بلاد ما بين النهرين. نُفيت الأسباط العشرة المفقودة من مملكة إسرائيل الشمالية إلى المنفى الآشوري منذ عام 730 قبل الميلاد.
لا يميز الكتاب المقدس بوضوح دائمًا بين بابل وبلاد بابل؛ وفي معظم الحالات، تُستخدم نفس الكلمة في الإشارة إلى المكانين. تُسمى بأرض بابل شنعار في بعض النصوص، بينما تُسمى كلدو في أدبيات فترة الهيكل الثاني. توصف بابل في سفر التكوين بأنها الأرض التي تقع فيها بابل، والوركاء، وأكد، وكلنه - المدن التي يُقال إنها بُنيت بداية مملكة نمرود (سفر التكوين 10: 10). كان يقع برج بابل هنا (سفر التكوين 11: 1-9)؛ وكانت أيضًا مقر حكم أمرافل (سفر التكوين 14: 1، 9).
تُذكر بابل كثيرًا في الكتب التاريخية (لا يقل عدد التلميحات في سفر الملوك عن واحد وثلاثين تلميحًا)، رغم أن الافتقار إلى التمييز الواضح بين المدينة والإمبراطورية أمر محير في بعض الأحيان. تقتصر التلميحات إليها على نقاط الاتصال بين بني إسرائيل وملوك بابل المختلفين، وخاصة مردوخ أبلا إيدينا الثاني (مردوخ أبلا إيدينا الثاني في سفر الملوك الثاني 20: 12؛ قارن إشعياء 34: 1) ونبوخذ نصر الثاني. ينتقل الاهتمام في سفر أخبار الأيام الأول وسفر عزرا وسفر نحميا إلى كورش الكبير (انظر، على سبيل المثال، عزرا 5: 13)، رغم أن النظرة إلى الماضي لا تزال تتناول فتوحات نبوخذ نصر الثاني، ويذكر أرتحششتا الأول مرة واحدة (نحميا 13: 6).
تلعب بابل دورًا هامشيًا في الأدب الشعري الإسرائيلي، (انظر المزمور 87: 4، وخاصة المزمور 137)، لكن بابل تشغل مكانًا كبيرًا جدًا في سفر الرسل. يتردد صدى سفر إشعياء باسم «عبء بابل» (إشعياء 13: 1)، على الرغم من أنها كانت في ذلك الوقت لا تزال تبدو «أرضًا نائية» (إشعياء 39: 3). يبرز سفر إرميا في الأدب العبري من حيث عدد وأهمية إشاراته إلى الحياة في بابل والتاريخ البابلي. أصبح سفر إرميا مصدرًا قيمًا لإعادة بناء التاريخ البابلي في العصور الحديثة بسبب احتوائه على العديد من التلميحات المهمة إلى الأحداث في عهد نبوخذ نصر الثاني. تركز نقوش نبوخذ نصر الثاني فقط على عمليات البناء؛ ولولا سفر إرميا، لما عرفنا سوى القليل عن حملته ضد القدس.

### السبي البابلي والعودة إلى صهيون
نفي نبوخذ نصر الثاني يهود مملكة يهوذا القديمة إلى بابل ثلاث مرات خلال القرن السادس قبل الميلاد. ذُكرت هذه الأحداث الثلاث المنفصلة في سفر إرميا (إرميا 52: 28-30). حصل النفي الأول في زمن يهويا كين في عام 597 قبل الميلاد، عندما نهب الهيكل الأول في القدس جزئيًا ضمن أحداث السبي البابلي ردًا على رفض دفع الجزية (سفر دانيال، دانيال 5: 1-5). وقعت الحرب البابلية اليهودية، ربما بسبب قرب الجيش المصري، في عهد صدقيا الذي استخلفه نبوخذ نصر الثاني، وذلك بعد أحد عشر عامًا من السبي البابلي. سُوّيت المدينة بالأرض وأعقب ذلك ترحيل آخر. سجل سفر إرميا الأسر الثالث بعد خمس سنوات. أذن كورش الكبير لليهود بالعودة إلى صهيون (537 قبل الميلاد)، بعد سقوط بابل على يد الإمبراطورية الأخمينية، ويقال إن أكثر من أربعين ألفًا استفادوا من هذا الامتياز. (انظر يهوياقيم ملك يهوذا؛ وعزرا؛ ونحميا).
لا تتناول أقدم الروايات عن اليهود المنفيين إلى بابل سوى تفاصيل توراتية ضئيلة، مع أن عددًا من الاكتشافات الأثرية (مثل ألواح اليهودو) قد ألقت الضوء على الحياة الاجتماعية للمنفيين؛ وتسعى بعض المصادر إلى تعويض هذا النقص من خلال عوالم الأساطير والتقاليد. يسعى السفر المسمى باسم «سفر الأخبار الصغير» (سيدر أولام زوتا)، بناءً على ما سبق، إلى الحفاظ على اتصال السلسلة التاريخية من خلال ذكر سلسلة نسب رأس الجالوت («ريشي جالوتا») الذي يعود إلى الملك يهويا كين. كان يهويا كين نفسه من المنفيين.
يذكر «سفر الأخبار الصغير» أن زربابل عاد إلى يهوذا في العصر اليوناني. احتل أحفاد سلالة داود بلا شك مكانة مرموقة بين إخوتهم في بابل، كما فعلوا في تلك الفترة في يهوذا. هاجر أحفاد يهوذا من البيت الملكي خلال التمرد المكابي إلى بابل.

#### الفترة الأخمينية
كان الإمبراطور الفارسي كورش الكبير «مُطَهَّرًا من الله» وفقًا للرواية التوراتية، لأنه حرر اليهود من الحكم البابلي. منح كورش الكبير جميع اليهود الجنسية وسمح لهم بالعودة إلى إسرائيل (حوالي عام 537 قبل الميلاد) بموجب مرسوم، وذلك كله بعد غزو الإمبراطورية الأخمينية الفارسية لبابل.
هاجرت موجات متتالية من اليهود البابليين إلى إسرائيل بعد ذلك. عاد عزرا (حوالي 480-440 قبل الميلاد) من المنفى البابلي وأعاد إدخال التوراة إلى القدس (عزرا 7-10 ونحميا 8).
نشأ مجتمعان يهوديان كبيران في بلاد الرافدين خلال فترة الهيكل الثاني: الأول في شمال بلاد الرافدين وتعود أصوله إلى الأسباط العشر المفقودة، والثاني في وسط بلاد الرافدين وهو مرتبط بمنافي يهودا.
تشير بعض الأسماء التي تظهر بين اليهود البابليين في عزرا ونحميا وبعد قرون بين الأموريم البابليين إلى اتصال سند الثقافة اليهودية في بابل عبر القرون، ولكن هذا الاتصال للثقافة اليهودية لم يظهر قط في المصادر اليهودية، مثل شيرفياه.

## أثناء الحكم الإسلامي
دخل المسلمون العراق عام 661 م (41 هـ) بعد إنهاء الحكم الساساني للعراق، وقد رحب اليهود بهم نتيجة الاضطهاد الذي كانوا يتعرضون له أثناء الحكم الساساني.
في بداية فترة الحكم الإسلامي للعراق كانت توجد في العراق مدرستان كبيرتان لليهود، تقع الأولى في مدينة صورا (حالياً مدينة القاسم في محافظة بابل) وتوجد الثانية في فوم بديثا (الفلوجة).
وكان يطلق على الحاخام رئيس المدرسة اليهودية تسمية جاؤون فيما عرفت هذه الفترة لاحقا بالجيؤونيم.

### العهد العباسي
مع بدء عهد الدولة العباسية وبناء بغداد كعاصمة لدولة الخلافة ازداد عدد اليهود في بغداد وانتقلت المدرستان الرئيسيتان إلى بغداد العاصمة، ولم يشعر اليهود بالتفرقة في المعاملة إلا في فترات معينة من قبل بعض الولاة كهارون الرشيد والخليفة المتوكل، وفيما عداهما فقد كان العصر العباسي عصرا ذهبياً لليهود كجميع الأعراق والأديان في العراق في تلك الحقبة، لدرجة أن أصبحت بغداد في تلك الفترة المركز الديني لليهود حول العالم، وكان يتم توجيه جميع الإشكالات الدينية والفقهية اليهودية إلى بغداد، لينظر فيها كبار حاخامات اليهودية. واستمر هذا الازدهار حتى الغزو المغولي الذي أوقف هذا الازدهار الثقافي والحضاري، حيث دمرت الكثير من الكنس. ولم يتحسن الوضع مع قدوم الصفويين فقد أساءوا معاملة اليهود أيضاً.

### العهد العثماني
دخل العثمانيون العراق عام 1534 م بعد طرد الصفويين منه، وفرضت الجزية على اليهود باعتبار أنهم من أهل الكتاب وضمن ليهود العراق حقوقهم وأمنهم. وبعد فترة وجيزة من حالة الاستقرار الحاصلة، عادت بغداد لتصبح مركزا للثقل اليهودي الديني والثقافي والاقتصادي على مستوى العراق والهند وبلاد فارس وعدن، وأسست عام 1840 م المدرسة اليهودية الكبيرة، المعروفة بـ بيت زيلخا لتخريج الحاخامات.

## يهود العراق المعاصرون
في تاريخ العراق المعاصر كانت الغالبية العظمى من يهود العراق تسكن المدن، وكانت فئة قليلة منهم تسكن الريف، وتركزت في ريف شمال العراق. سكن هؤلاء اليهود بشكل أساسي في المدن الرئيسية مثل بغداد والبصرة والموصل، لكن كان لليهود وجود رئيسي في العديد من المدن الأخرى مثل السليمانية والحلة والناصرية والعمارة والديوانية والعزير والكفل وأربيل وتكريت وحتى النجف التي احتوت على حي لليهود سمي بعقد اليهود (عكد اليهود) وحي اخر في الساحل الأيمن من الموصل يسمى بمحلة اليهود (سوق اليهود) وغيرها من المدن.
وساهم هؤلاء اليهود في بناء العراق حيث كان أول وزير مالية في الحكومة العراقية عام 1921 يهودياً ويدعى ساسون حسقيل.
- المطربة سليمة مراد.
- عوفاديا يوسف. حاخام اليهود الشرقيين في إسرائيل والزعيم الروحي لحزب شاس لليهود الارثودكس، وهو من مواليد 1920 البصرة في العراق.
- رينيه دنكور. أول ملكة جمال في تاريخ العراق عام 1947.
- بنيامين بن إليعازر. وزير الدفاع الإسرائيلي الاسبق.
- اسحاق موردخاي. وزير دفاع إسرائيلي سابق.[13]
- مناحيم دانيال - كان عضوا في مجلس الأعيان في العهد الملكي، وتوفي عام1940 م. وأبنه عزرا مناحيم عين كذلك عضوا في مجلس الأعيان. أنظر مجلس مناحيم دانيال.
- مير بصري. كان مشهوراً في علوم الاقتصاد وألف كتباً عديدة منها كتاب مباحث في الاقتصاد والمجتمع العراقي.
- نعيم جلعادي. كاتب معادي للصهيونية.
- نعيم دنكور. رجل أعمال عراقي منحته الملكة إليزابيث لقب «سير» لأنشطته الخيرية والثقافة.[14]
- أنور شاؤول أديب وشاعر ومحامي.
- نعيم قطان. كاتب روائي وباحث وناقد كنديّ الجنسية من اصول عراقيّة يهودية.
- سمير نقاش. كاتب وكاتب مسرحي، كتب حصرا بالعربية.
- سامي ميخائيل. شيوعي عراقي، كاتب ومترجم.
- زيجي بن حاييم. رَسام ونَحات.

### المشهورون في مجال الموسيقى والسينما
من العراقيين اليهود الذين أشتهروا في المجال الموسيقي بعضهم وليس جميعهم:
- الفنانة سليمة مراد أو سليمة باشا وهي أول امرأة تحصل على لقب باشا
- الموسيقار صالح يعقوب عزرا أو كما هو مشهور صالح الكويتي وهو من كبار الموسيقيين العراقيين
- الموسيقار داود يعقوب عزرا أو كما هو مشهور داود الكويتي وهو من كبار الموسيقيين العراقيين
- عزوري العواد وهو العازف على آلة العود وموسيقي مشهور
- ساسون عازف الكمان (شاشون عبده) 1922-1994 لعب في أوركسترا الملك في العراق ، واستمر في القيادة والإرشاد بعد هجرته إلى إسرائيل. ويعتبر عازف الكمان الرائد في مجال الموسيقى العراقية.
- يوسف زعرور الكبير عازف القانون
- يوسف زعرور الصغير ابن عم يوسف زعرور الكبير
- حوكي بتو عازف السنطور الذي ولد في القرن التاسع عشر وتوفي في بداية الثلاثينات
- يهودا شماش عازف ايقاع
- سليم شبث قارئ المقام العراقي
- يوسف حوريش قارئ المقام العراقي
- حسقيل قصاب قارئ مقام
- سليم النور ملحن
- سلمان موشي الخبير بالمقام العراقي
- يعقوب العماري عازف ناي وقارئ مقام
- نجاة (العراقية) التي توفيت في إسرائيل 1989
- فلفل كرجي قاريء المقام
- البير الياس عازف على آلة الناي موسيقي معروف ولديه ألحان كثيرة

كذلك أستوديو بغداد السينمائي تم تاسيسه عام 1948 م من قبل التجار اليهود الأغنياء وأنتج أفلام ناجحة منها عاليا وعصام وليلى في العراق وكان ملحق به (أستوديو هاماز) مختبر لتظهير الأفلام التي يصوروها.

## الهجرة والتهجير
تعرض اليهود في العراق إلى عملية قتل ونهب للمتلكات، وعرفت هذه العمليات باسم الفرهود حيث قتل فيها العديد من اليهود ونهبت ممتلكاتهم في بداية الأربعينيات. وبعد قيام دولة إسرائيل عام 1948م زادت الحكومة ضغوطها باتجاه اليهود العراقيين. في البداية لم تكن الهجرة خياراً واضحاً في عموم يهود العراق حيث كان التيار السائد بينهم هو تيار لا يوافق الصهيونية. وتعرضت عدة دور عبادة يهودية في بغداد للتفجير مما أثار حالة من الهلع بين أبناء الطائفة والتي اتهم بها لاحقاً ناشطون صهاينة لتشجيع الهجرة من العراق. في البداية لم تسمح الحكومة العراقية لليهود بالسفر، لكن لاحقاً أصدرت آنذاك قراراً يسمح لليهود بالسفر بشرط إسقاط الجنسية العراقية عن المهاجرين منهم. وقد هاجرت غالبية الطائفة من العراق خلال عامي 1949 و1950م في عملية سميت عملية عزرة ونحمية إلى أن تم إغلاق باب الهجرة أمامهم وقد كان في بداية الخمسينيات حوالي 15 آلاف يهودي بقي في العراق من أصل حوالي 135 ألف نسمة عام 1948م. وعند وصول عبد الكريم قاسم للسلطة رفع القيود عن اليهود المتبقين في العراق وقد بدأت وضعيتهم تتحسن وأخذت الأمور تعود إلى طبيعتها. لكن انقلاب حزب البعث واستلامه للسلطة أعاد الاضطهاد والقيود عليهم وفي عام 1969 م أعدم عددا من التجار معظمهم من اليهود بتهمة التجسس لإسرائيل مما أدى إلى تسارع حملة الهجرة في البقية الباقية من يهود العراق والتي شهدت ذروتها في بداية السبعينيات.
وعند الاجتياح الأمريكي للعراق عام 2003م كان مجموع اليهود المتبقين في العراق أقل من 100 شخص معظمهم إن لم يكن كلهم في بغداد والغالبية العظمى منهم من كبار السن والعجزة.اما التوزع الحالي ليهود العراق فهو كالتالي:
- 450,000 في إسرائيل[16]
- 15,000 في أمريكا[17]
- 6,500 في المملكة المتحدة[18]

## التراث اليهودي العراقي ومحاولات إحيائه
نُظم في مدينة أربيل في 30 نوفمبر 2015 أول احتفال يهودي علني عنوانه «هولوكوست منسي» بحضور مسؤولين حكوميين وممثلين أجانب، لإحياء الذكرى السبعين لترحيل العائلات اليهودية إلى إسرائيل.
برزت جهود لإحياء التراث اليهودي في العراق، وفي مقدمتها مساعي ممثل اليهود السابق في وزارة الأوقاف والشؤون الدينية في كردستان العراق شيرزاد مامساني، التي تضمنت طلب ترميم المواقع اليهودية من الحكومة الكردستانية، والظهور الإعلامي المتكرر، والمناداة بحقوق اليهود المنفيين في العراق، والسعي إلى تغيير الصورة السلبية التي يوصم بها اليهود. لم تلق جهوده كثيرًا من الدعم من المجتمع اليهودي، ورأى البعض أنه بالغ في حماسته لأغراض سياسية أو شخصية.
في عام 2025 بدأت أعمال ترميم مرقد الحاخام من القرن السابع الميلادي، إسحاق جاؤون، بقيادة رئيس الطائفة اليهودية في العراق الدكتورة خالدة إلياهو بعد أن كان الموقع «مكب نفايات» وفق قولها. ستنفق الجالية اليهودية نحو 150 ألف دولار لتغطية تكاليف ترميم المرقد. احتوى موقع مرقد الحاخام في الماضي كنيسًا ومدرسة بقي منها اليوم قاعة المرقد والقبر الذي كتب عليه عام وفاته 688 م. يوجد في العراق اليوم نحو 50 موقعًا يهوديًا من معابد ومقابر، معظمها في بغداد والحلة. تقول خالدة إلياهو إن هذه المواقع تعاني إهمالًا شديدًا، وقد تحول بعضها إلى مخازن أو مواقع مهجورة من قبل مخربين ومسلحين.
يضم متحف وأرشيف تربية أربيل، الواقع في أقدم مدرسة ابتدائية في المدينة، غرفة مكرسة لدانيال كسّاب، معلم الفنون والرسام اليهودي الكردي المعروف.
قبل سنوات، وافقت نقابة الصحفيين في إقليم كردستان العراق على نشر المجلة اليهودية الأولى، إسرائيل كرد، التي سعت من طريق حملة صحفية موسعة إلى تشجيع اليهود الأكراد على العودة إلى إقليم كردستان العراق، ودعت إلى العمل من أجل علاقات متينة مع إسرائيل. ولكن توقفت الصحيفة بعد فترة وجيزة بسبب اختطاف رئيس تحريرها في عام 2012.
يسعى اليهود من أصول عراقية في دول العالم إلى المحافظة على إرثهم وتاريخهم من خلال تدوين شهادات من أفراد عاشوا في العراق والمحافظة على الصور والمستندات، وتنظيم الاحتفالات والمناسبات التي تجمعهم.

### الأرشيف اليهودي العراقي في الولايات المتحدة
حصلت الولايات المتحدة على أرشيف اليهود العراقيين من أحد مباني المخابرات العراقية خلال الاحتلال الأمريكي للعراق. ويضم الأرشيف 2700 كتاب وعشرات الآلاف من الوثائق اليهودية والنصوص التوراتية ونصوص من القرن السادس عشر، ووثائق فيها أسماء معتقلين يهود وأبنية يهودية تعرضت للتخريب وأسماء جواسيس مزعومين. يوجد الأرشيف الذي يبين جوانب الحياة اليهودية في العراق في متحف المحفوظات الوطني في واشنطن، وقد أجرى العراق مباحثات مع الولايات المتحدة من أجل استرجاع الأرشيف، إلا أن كثيرًا من اليهود من أصل عراقي في إسرائيل يرون أنهم أحق به، وفقًا للدكتور هارولد رود.

### المطالبة بممتلكات اليهود في العراق
أعلنت إسرائيل في السابق عن نيتها في مطالبة 7 دول عربية وإيران بمبالغ إجمالية قدرها 250 مليار دولار تعويضًا عن ممتلكات اليهود الذين «أجبروا» على مغادرة تلك البلاد عقب قيام دولة إسرائيل، وذلك بحسب صحيفة تايمز أوف إسرائيل.[ قدرت مجموعة العدالة لليهود من الدول العربية أن قيمة الممتلكات التي تركها اليهود في العراق (أو صودرت منهم بين 1941 وستينيات القرن العشرين) نحو 34 مليار دولار. تشمل العقارات والممتلكات التجارية.
يصف إميل كوهين، اليهودي العراقي الذي عاش أسلافه في البصرة، المطالبات التي تدعمها الحكومة الإسرائيلية بأنها «مسألة سياسية لا أكثر». ومع ذلك، نادت أصوات في إقليم كردستان العراق بحقوق اليهود تلك. وفقًا للقانون في كردستان العراق، لا يوجد ما يمنع اليهود الذين هاجروا من استعادة ممتلكاتهم في إقليم كردستان إذا كانوا قادرين على إثبات الملكية.

## معرض صور

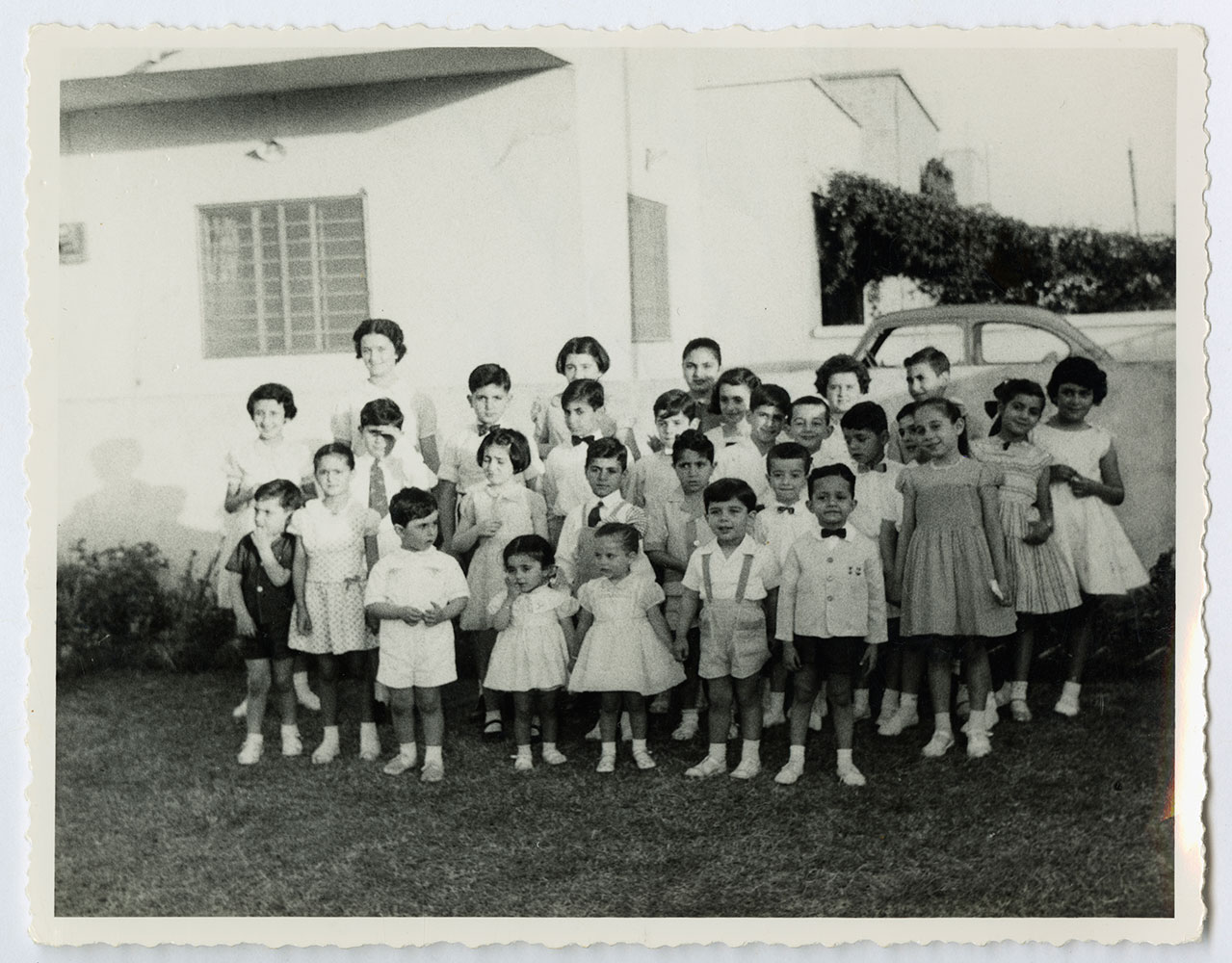
اطفال في مدرسة يهودية بغداد. 1959

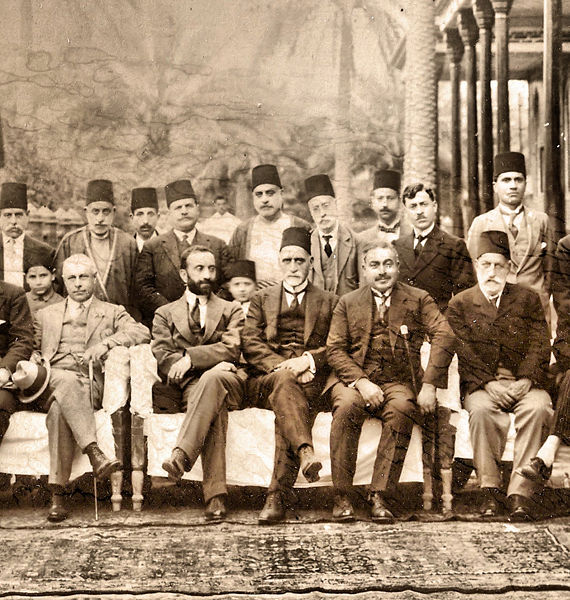
أول وزير مالية للعراق ساسون حسقيل يتوسط مجموعة من يهود العراق.
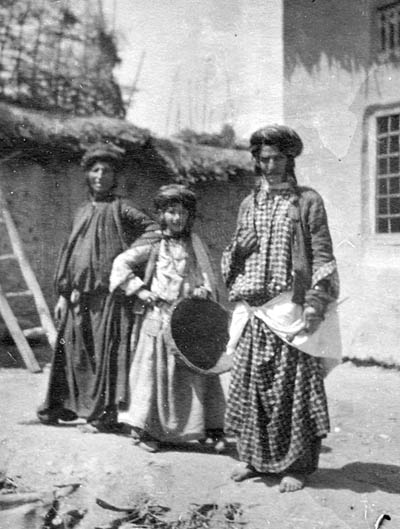
يهود أكراد من راوندوز عام 1905 م.
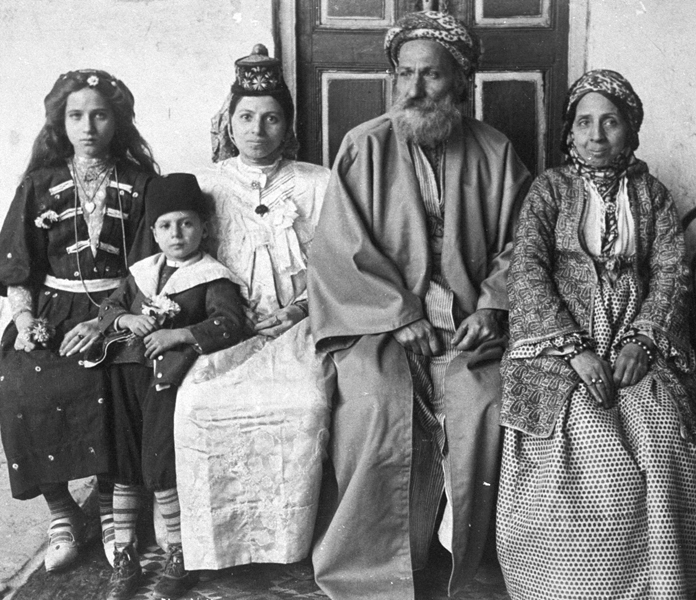
الحاخام عزرا دنكور وعائلته في عام 1910 م في بغداد.
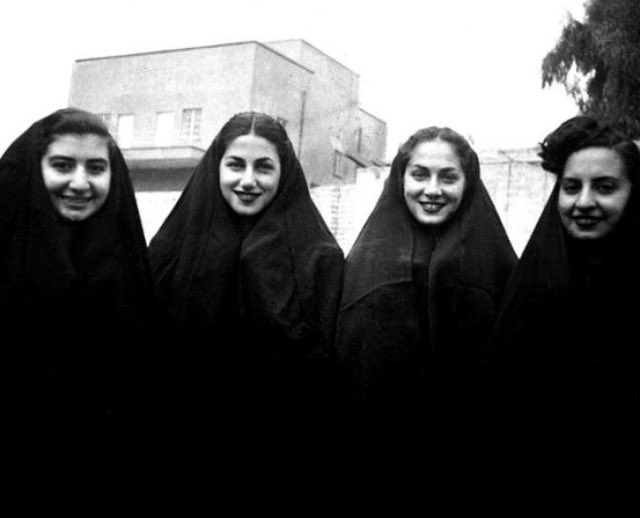
فتيات عراقيات يهوديات يرتدين عباءات ومعهنّ ملكة جمال العراق رينيه دنكور وشقيقتها عام 1947 م.
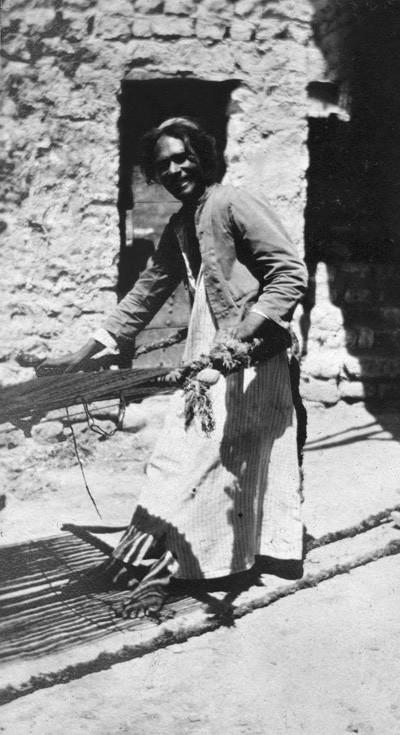
حائك يهودي من الرمادي عام 1918 م.
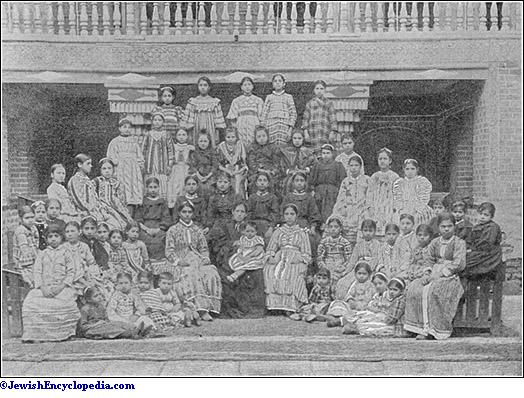
مجموعة من الطالبات في مدرسة الإليانس اليهودية.
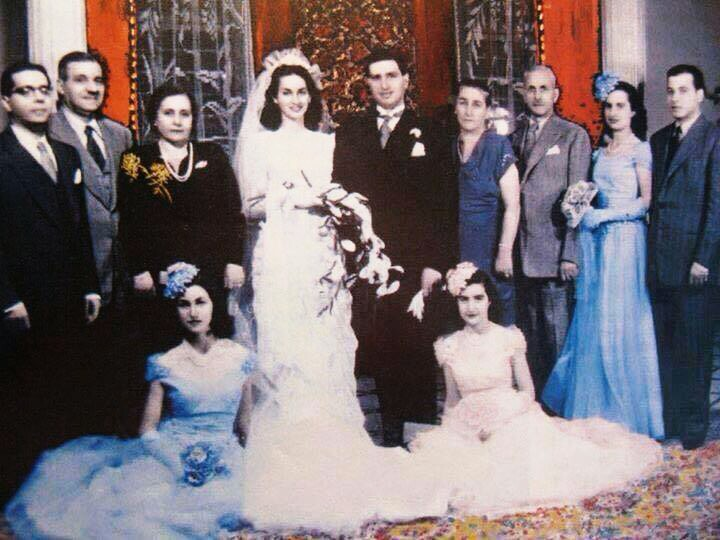
حفل زفاف نعيم دنكور ورينيه دنكور اليهوديين.
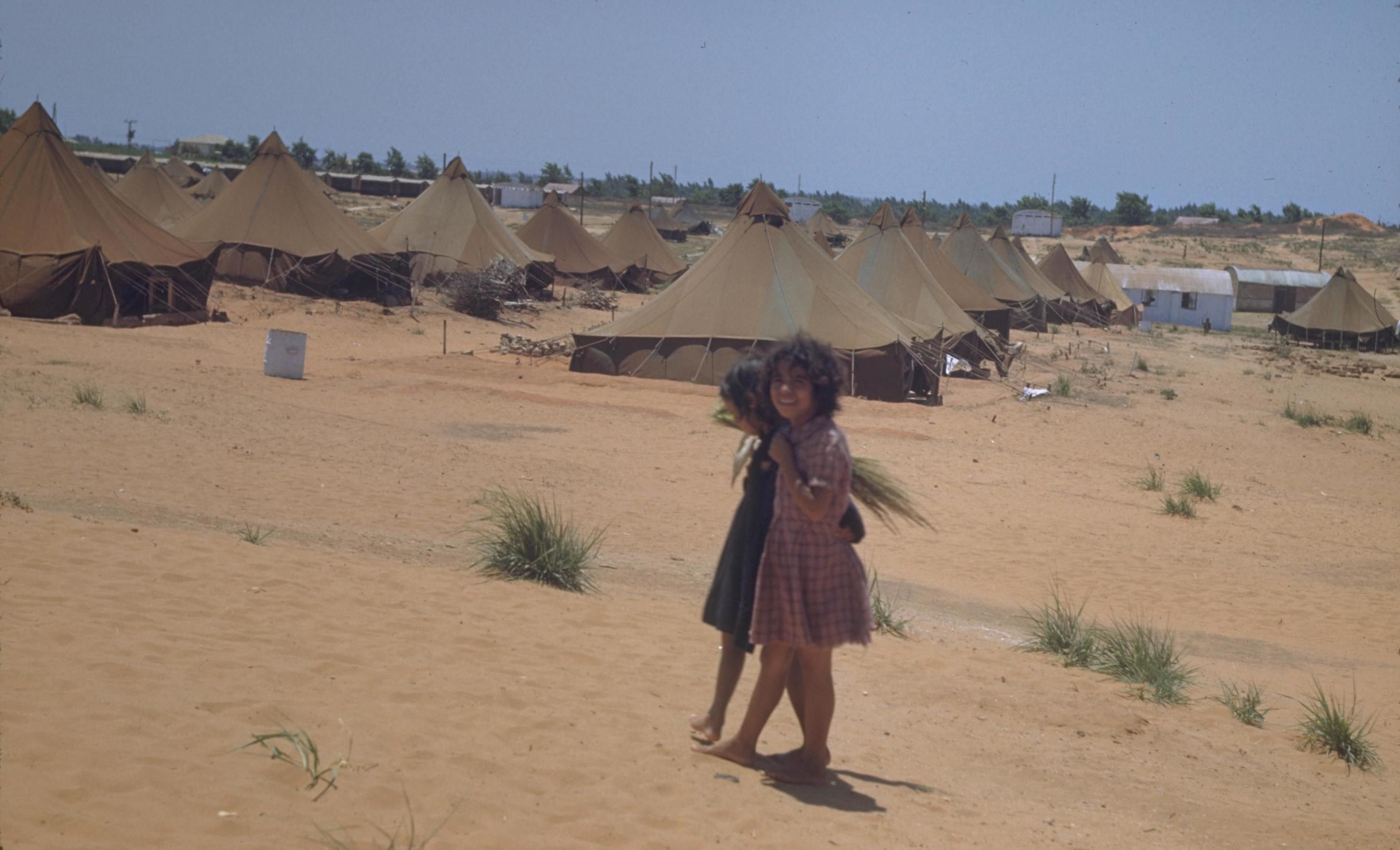
مخيم معبره(معبروت) للاجئين في إسرائيل سنة 1950 م الذي استقبل 130 ألف لاجئ يهودي عراقي وقتها.